# Andeskondor
Andeskondor (Vultur gryphus) er den største af rovfuglene. Hannen kan blive op til 1,3 meter fra hoved til hale. Vægten kan nå op til 15 kilogram og vingefanget over 3 meter. Andeskondoren er sort med en hvid krave på overgangen til halsen; hals og hoved er nøgne og rødlige. Hannen har hudlapper på halsen, en kam på hovedet og hvide vingefjer. Den er den eneste art i slægten Vultur.
Andeskondoren yngler i op til 5500 meters højde, gerne på svært tilgængelige klippeafsatser. Med et vingefang på op til 320 cm og en vægt på op til 15 kg er den en af de største flyvende fugle. Den er som de øvrige vestgribbe ådselæder. Den lægger ét æg ad gangen og er så længe om at opfostre en unge, at den kun yngler hvert andet år.

## Eksterne kilder og henvisninger
- BirdLife International 2012. Vultur gryphus. IUCN Red List of Threatened Species. Version 2013.2
- Kidd, T. 2011. Vultur gryphus (Online), Animal Diversity Web. Hentet 23. januar 2014
- Den Store Danske

- Wikimedia Commons har flere filer relateret til Andeskondor

| Dyr | Spire Denne artikel om dyr er en spire som bør udbygges. Du er velkommen til at hjælpe Wikipedia ved at udvide den. |